# Барон Эшкомб
Барон Эшкомб из Доркинга в графстве Суррей и из замка Бодиам в графстве Суссекс (англ. Baron Ashcombe, of Dorking in the County of Surrey and of Bodiam Castle in the County of Sussex) — наследственный титул в системе Пэрства Соединённого королевства.
Титул был создан 22 августа 1892 года для консервативного политика Джорджа Кьюбитта (1828—1917), который непрерывно избирался на выборах в течение 32-летнего периода. Он заседал в Палате общин от Западного Суррея (1860—1885) и Эпсома (1885—1892). Он был сыном архитектора Томаса Кьюбитта (1788—1855). Лорду Ашкомбу наследовал его сын, Генри Кьюббитт (1867—1947). Он был консервативным депутатом парламента от Райгита (1892—1906), а также служил в качестве лорда-лейтенанта Суррея (1905—1939). Его наследником стал четвёртый сын Роланд из-за того, что трое старших сыновей (капитан Генри Арчибальд Кьюбитт (1892—1916), лейтенант Элик Джордж Кьюбитт (1894—1917) и лейтенант Уильям Хью Кьюбитт (1896—1918)) погибли или умерли от ран в Первую мировую войну.
По состоянию на 2022 год носителем титула являлся его родственник Марк Эдвард Кьюбитт, 5-й барон Эшкомб (род. 1964), который стал преемником своего двоюродного дяди в 2013 году.
Розалинд Мод Кьюбитт (1921—1994), дочь третьего барона Ашкомба, была матерью Камиллы, герцогини Корнуольской, и второй жены принца Чарльза Уэльского.
Замок Бодиам в Восточном Суссексе был куплен первым бароном Ашкомбом в 1874 году, но в 1917 году он был продан лорду Керзону. Семейной резиденцией был тогда Денбис-хаус до его сноса в 1950-х годах. 4-й лорд Ашкомб, Генри Кьюбитт, проживал в замке Садели в графстве Глостершир, которым до сих пор владеет его вдова. Нынешний лорд Ашкомб живет в частной резиденции в Хэмпшире.

## Бароны Эшкомб (1892)
- 1892—1917: Джордж Кьюбитт, 1-й барон Эшкомб (4 июня 1828 — 26 февраля 1917), сын Томаса Кьюбитта (1788—1855)[4]
- 1917—1947: Генри Кьюбитт, 2-й барон Эшкомб (14 марта 1867 — 27 октября 1947), третий (младший) сын предыдущего[5]
- 1947—1962: Роланд Калверт Кьюбитт, 3-й барон Эшкомб (26 января 1899 — 28 октября 1962), четвертый сын предыдущего[6]
- 1962—2013: Генри Эдвард Кьюбитт, 4-й барон Эшкомб (31 марта 1924 — 4 декабря 2013), старший сын предыдущего[7]
- 2013 — настоящее время: Марк Эдвард Кьюбитт, 5-й барон Эшкомб (род. 29 февраля 1964), старший сын Марка Робина Кьюбитта (1936—1991), внук майора достопочтенного Арчибальда Эдварда Кьюбитта (1901—1972), правнук 2-го барона Ашкомба[8]
  - Наследник титула: достопочтенный Ричард Робин Александр Кьюбитт (род. 14 июня 1995), старший сын предыдущего[9].